# Popeye (jeu vidéo)
Pour les articles homonymes, voir Popeye (homonymie).
Popeye est un jeu d'arcade sorti en 1982, basé sur les personnages du cartoon Popeye, licencié par King Features Syndicate.

## Système
Le jeu met en scène Popeye qui doit collecter un certain nombre d'objets lâchés par Olive (cœurs, notes de musique, ou lettres du mot « HELP » selon le niveau) sur une série de plateformes, tout en évitant Brutus, les objets lancés par Haggy la sorcière, et bien d'autres dangers. 
Le joueur peut déplacer Popeye dans différentes directions à l'aide d'un joystick 4 directions et dispose d'un bouton de coup de poing, mais aucun bouton de saut. Brutus poursuit Popeye et peut sauter entre les niveaux pour l'atteindre, il peut également se baisser pour atteindre Popeye sur la plateforme inférieure. 
Popeye peut parfois utiliser Gontran et Mimosa pour atteindre la plateforme supérieure. Il peut également riposter après avoir mangé une boite d'épinards, devenant ainsi invincible temporairement.
Il perd une vie s'il est touché par Brutus, des objets volants, ou s'il ne collecte pas l'ensemble des objets à temps.

## Développement
Popeye est conçu par Genyo Takeda et Shigeru Miyamoto. Miyamoto a depuis quelque temps esquissé des idées pour un jeu vidéo basé sur l'univers de Popeye, mais à l'époque, Nintendo n'a pas l'autorisation d'utiliser les personnages créés par E. C. Segar. Les personnages de Mario, Donkey Kong et Pauline sont donc développés, et Donkey Kong voit le jour en 1981. Après le succès de Donkey Kong en salles d'arcade, Nintendo réussit à acquérir la licence des personnages de Popeye auprès de King Features Syndicate et peut commencer à développer un jeu basé sur eux.

## Portages
Parker Brothers édite le portage du jeu sur plusieurs consoles de salon (Atari 2600, Atari 5200, Intellivision et ColecoVision) et micro-ordinateurs familiaux (Atari 400 et 800, Commodore Vic 20).
La version Intellivision est programmée par Frank Johnson chez Roklan.

## Héritage
En plus du portage du jeu sur Famicom/NES, Nintendo continuera l'exploitation de la licence Popeye avec  le jeu éducatif Popeye no eigo asobi (ポパイの英語遊び, Popai no eigo asobi) pour la Famicom et trois jeux électroniques de type Game & Watch.